# Bassin Pirogue
 (signalé en juin 2025).
Si vous disposez d'ouvrages ou d'articles de référence ou si vous connaissez des sites web de qualité traitant du thème abordé ici, merci de compléter l'article en donnant les références utiles à sa vérifiabilité et en les liant à la section « Notes et références ».
- Archive Wikiwix
- Bing
- Cairn
- DuckDuckGo
- E. Universalis
- Gallica
- Google
- G. Books
- G. News
- G. Scholar
- Persée
- Qwant
- (zh) Baidu
- (ru) Yandex
- (wd) trouver des œuvres sur Wikidata

Le bassin Pirogue est une petite baie du littoral sud-ouest de l'île de La Réunion, dans l'océan Indien. Elle forme une partie de la côte de L'Étang-Salé, l'une des communes du département et région d'outre-mer français. Abritée par un récif corallien, elle accueille des activités de petite pêche, face au quartier de L'Étang-Salé les Bains.